# Mesambria trapezina
Mesambria trapezina är en insektsart som beskrevs av Willy Adolf Theodor Ramme 1941. Mesambria trapezina ingår i släktet Mesambria och familjen gräshoppor. Inga underarter finns listade i Catalogue of Life.